# 아톳
아톳(버마어: အသုပ်)은 미얀마식 샐러드이다.

## 이름
버마어 "아톳(အသုပ်)"은 명사를 만드는 접두사 "아-(အ-)"와 "섞다, 비비다"를 뜻하는 동사 "톳(သုပ်)"이 합쳐진 말이다. "섞은 음식"이라는 뜻이며, 따라서 "샐러드"를 뜻한다.

## 종류
- 난뱌지 톳(နန်းပြားကြီးသုပ်): 넙적한 쌀국수 샐러드
- 난지 톳(နန်းကြီးသုပ်): 굵은 쌀국수 샐러드
- 또후 톳(တိုဟူးသုပ်): 버마두부 샐러드
- 라페 톳(လက်ဖက်သုပ်): 라페(찻잎 절임) 샐러드
- 뽄예지 톳(ပုန်းရည်ကြီးသုပ်): 뽄예지(두장) 샐러드
- 사무자 톳(စမူဆာသုပ်): 사무자(사모사) 샐러드
- 응아삐 톳(ငါးပိးသုပ်): 응아삐(새우장) 샐러드
- 진 톳(ချင်းသုပ်): 생강 샐러드
- 짜잔 톳(ကြာဆံသုပ်): 당면 샐러드
- 카웃스웨 톳(ခေါက်ဆွဲသုပ်): 밀국수 샐러드
- 틴보디 톳(သင်္ဘောသီးသုပ်): 파파야 샐러드

## 같이 보기
- 놈
- 얌